# Джаксънвил Джагуарс
„Джаксънвил Джагуарс“ (на английски: Jacksonville Jaguars) е клуб по американски футбол в Джаксънвил, щата Флорида, САЩ.
Състезава се в Южната дивизия на Американската футболна конференция на Националната футболна лига.
Създаден е през 1995 г. и се присъединява към НФЛ през същата година заедно с „Каролина Пантърс“. Той е сред новаците в лигата и за сега нямат много успехи – 2 пъти са шампиони на дивизията си и 6 пъти участват в плейофите. Играят срещите си в центъра на Джаксънвил на стадион „Евърбанк Фийлд“.

## Факти
Основан: през 1995
Основни „врагове“: Тенеси Тайтънс, Индианаполис Колтс, Хюстън Тексънс
Носители на Супербоул: 0
Шампиони на конференцията: 0
Шампиони на дивизията: 2
- АФK Център: 1998, 1999

Участия в плейофи: 6
- НФЛ: 1996, 1997, 1998, 1999, 2005, 2007